# Heteromys adspersus
Heteromys adspersus és una espècie de mamífer rosegador de la família dels heteròmids. És endèmica de les planes del centre de Panamà. S'alimenta de núcules de palmera, llavors, vegetació verda i insectes. El seu hàbitat natural són els boscos caducifolis secs, els matollars xèrics i camps amb males herbes. Es creu que no hi ha cap amenaça significativa per a la supervivència d'aquesta espècie, tot i que algunes poblacions podrien estar afectades per l'ús de productes agroquímics.